# ناحية رزكاري
ناحية رزكاري (بالكردية: رزگاری)‏ وهي إحدى النواحي التابعة لقضاء كلار في محافظة السليمانية في العراق.

## أماكن أخرى
هنالك ناحية في محافظة أربيل تحمل الاسم ذاته.